# Amstel Gold Race 2009
L'Amstel Gold Race 2009, quarantaquattresima edizione della corsa, valevole come quinta prova del Calendario mondiale UCI 2009, si svolse il 19 aprile 2009 su un percorso di 258,6 km, da Maastricht alla collina del Cauberg, nel comune di Valkenburg aan de Geul. La corsa fu vinta dal russo Sergej Ivanov, che batté sullo strappo finale del Cauberg l'olandese Karsten Kroon, mentre, staccato di pochi secondi, arrivò l'altro olandese, Robert Gesink; i tre evasero dal gruppo dei migliori a poco meno di 10 km dall'arrivo dopo lo strappo del Keutenberg e accumularono fino a 20 secondi di vantaggio, ridottisi a poco meno di 10 prima della salita finale.

## Squadre e corridori partecipanti
| N.      | Cod. | Squadra                |
| ------- | ---- | ---------------------- |
| 1-8     | LAM  | Lampre-N.G.C.          |
| 11-18   | ALM  | AG2R La Mondiale       |
| 21-28   | AST  | Astana Team            |
| 31-38   | BBO  | Bbox Bouygues Telecom  |
| 41-48   | GCE  | Caisse d'Epargne       |
| 51-56   | COF  | Cofidis                |
| 61-68   | EUS  | Euskaltel-Euskadi      |
| 71-78   | FDJ  | Française des Jeux     |
| 82-88   | FUJ  | Fuji-Servetto          |
| 92-98   | GRM  | Team Garmin-Slipstream |
| 101-108 | LIQ  | Liquigas               |
| 111-118 | QST  | Quick Step             |

| N.      | Cod. | Squadra                          |
| ------- | ---- | -------------------------------- |
| 121-128 | RAB  | Rabobank                         |
| 131-138 | SIL  | Silence-Lotto                    |
| 141-148 | THR  | Team Columbia-High Road          |
| 151-158 | KAT  | Team Katusha                     |
| 161-168 | MRM  | Team Milram                      |
| 171-178 | SAX  | Team Saxo Bank                   |
| 181-188 | CTT  | Cervélo TestTeam                 |
| 191-198 | LAN  | Landbouwkrediet-Colnago          |
| 201-208 | SDA  | Serramenti Diquigiovanni-Androni |
| 211-218 | SKS  | Skil-Shimano                     |
| 221-228 | TVL  | Topsport Vlaanderen-Mercator     |
| 231-238 | VAC  | Vacansoleil Pro Cycling Team     |

## Resoconto degli eventi
Diversi tentativi di fuga caratterizzarono la corsa, ma furono tutti infruttuosi. A 10 km dal traguardo fu l'olandese Robert Gesink a lanciare l'attacco decisivo, raggiunto poi da Sergej Ivanov e dal compatriota Karsten Kroon. Il trio si presentò a Valkenburg aan de Geul con qualche secondi di vantaggio su gruppo tirato dalla Silence-Lotto di Philippe Gilbert. Il Cauberg, l'ultima ascesa della corsa vide la vittoria del russo Ivanov, che riuscì a staccare Gesink e resistette allo sprint di Kroon.

## Ordine d'arrivo (Top 10)
| Pos. | Corridore             | Squadra       | Tempo    |
| ---- | --------------------- | ------------- | -------- |
| 1    | Sergej Ivanov         | Katusha       | 6h38'31" |
| 2    | Karsten Kroon         | Saxo Bank     | s.t.     |
| 3    | Robert Gesink         | Rabobank      | a 8"     |
| 4    | Philippe Gilbert      | Silence       | s.t.     |
| 5    | Damiano Cunego        | Lampre-N.G.C. | s.t.     |
| 6    | Aleksandr Kolobnev    | Saxo Bank     | s.t.     |
| 7    | Simon Gerrans         | Cervélo       | s.t.     |
| 8    | Nick Nuyens           | Rabobank      | s.t.     |
| 9    | Christian Pfannberger | Katusha       | s.t.     |
| 10   | Andy Schleck          | Saxo Bank     | s.t.     |

## Punteggi UCI
| Pos. | Corridore             | Squadra       | Punti |
| ---- | --------------------- | ------------- | ----- |
| 1    | Sergej Ivanov         | Katusha       | 80    |
| 2    | Karsten Kroon         | Saxo Bank     | 60    |
| 3    | Robert Gesink         | Rabobank      | 50    |
| 4    | Philippe Gilbert      | Silence       | 40    |
| 5    | Damiano Cunego        | Lampre-N.G.C. | 30    |
| 6    | Aleksandr Kolobnev    | Saxo Bank     | 22    |
| 7    | Simon Gerrans         | Cervélo       | 14    |
| 8    | Nick Nuyens           | Rabobank      | 10    |
| 9    | Christian Pfannberger | Katusha       | 6     |
| 10   | Andy Schleck          | Saxo Bank     | 2     |

| Pos. | Squadra          | Punti |
| ---- | ---------------- | ----- |
| 1    | Team Katusha     | 86    |
| 2    | Team Saxo Bank   | 84    |
| 3    | Rabobank         | 60    |
| 4    | Silence-Lotto    | 40    |
| 5    | Lampre-N.G.C.    | 30    |
| 6    | Cervélo TestTeam | 14    |

| Pos. | Nazione     | Punti |
| ---- | ----------- | ----- |
| 1    | Paesi Bassi | 110   |
| 2    | Russia      | 102   |
| 3    | Belgio      | 50    |
| 4    | Italia      | 30    |
| 5    | Australia   | 14    |
| 6    | Austria     | 6     |
| 7    | Lussemburgo | 2     |